# Теоретическая география
Теоретическая география — область высоко формализованных исследований пространственной организации географических явлений, делающих упор на выявление фундаментальных законов или закономерностей. Теоретическая география работает с идеальными объектами — моделями реально существующих процессов и явлений (идеальный материк, идеальная система расселения, идеальный тип культурного ландшафта), наделяемых заданными свойствами. В теоретической географии любое отношение объектов редуцируется к пространственному, знание о качественных и количественных закономерностях таких отношений является предметом науки. Для визуального представления предмета изучения в теоретической географии используются картоиды — карты идеальных пространств.
Важно отличать теоретическую географию от теории географии, которая, в отличие от теоретической географии, не имеет собственного объекта, а является совокупностью частных теорий и методологий географических наук.